# Poecilocarda objecta
Poecilocarda objecta är en insektsart som först beskrevs av Melichar 1951.  Poecilocarda objecta ingår i släktet Poecilocarda och familjen dvärgstritar. Inga underarter finns listade i Catalogue of Life.